# Хаузен-ам-Альбис
Хаузен-ам-Альбис (нем. Hausen am Albis) — коммуна в Швейцарии, в кантоне Цюрих.
Входит в состав округа Аффольтерн. Население составляет 3235 человек (на 31 декабря 2007 года). Официальный код — 0004.

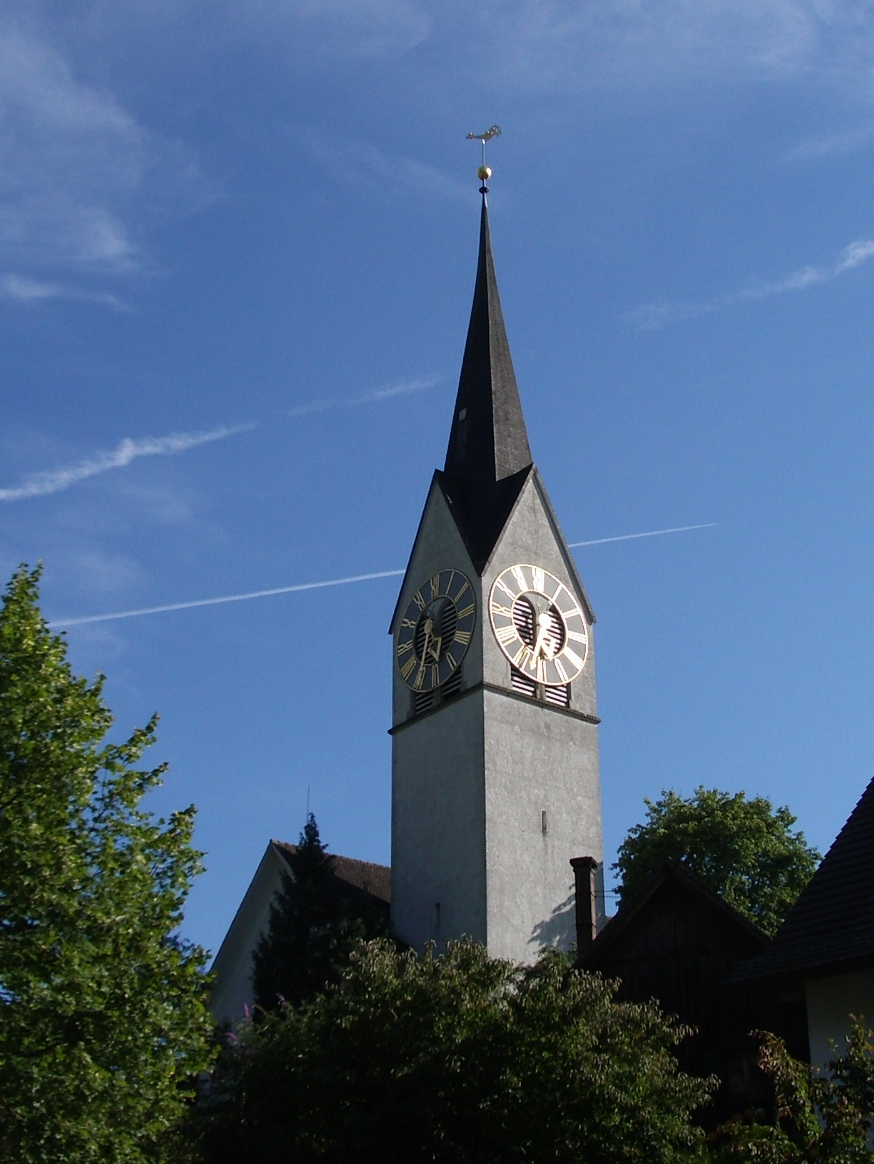
Церковь